# Coín
Coín – miasto w Hiszpanii, we wspólnocie autonomicznej Andaluzja. W 2008 liczyło 21 484 mieszkańców.